# The Locos
The Locos – hiszpański zespół skapunkowy powstały w 2005 roku z inicjatywy Pipi (Ricardo Degaldo de la Obra), jednego z członków zespołu Ska-P. Muzyka The Locos, podobnie jak miało to miejsce w przypadku Ska-P, charakteryzuje się skocznymi melodiami w rytmie ska połączonymi z melodyjnym punkiem oraz zaangażowanymi, często skrajnie lewicowymi tekstami. Zespół szybko zdobył dość dużą popularność w Europie Zachodniej (zwłaszcza w Hiszpanii, Francji i Niemczech) oraz w krajach Ameryki Łacińskiej.
9 maja 2006 ukazała się debiutancka płyta The Locos zatytułowana Jaula de Grillos. Po jej premierze zespół wyruszył w wielomiesięczną trasę koncertową po Europie i Ameryce Południowej.

## Dyskografia
- 2006: Jaula de Grillos
- 2008: Energía inagotable
- 2012: Tiempos Dificiles

## Skład
- Pipi – wokal
- Santi – gitara
- Coco – gitara basowa
- Hatuey – perkusja
- Ken – gitara
- Luis Fran – trąbka
- Javi – saksofon